# Turing-komplet
Turing-komplet er en egenskab som en komputationel klasse (f.eks. en notation, en maskine eller et programmeringssprog), som indeholder alle elementer i Turingmaskinens komputationelle gruppe, har, det vil sige at den kan gøre alle de beregninger (komputationer), som en Turing-ækvivalent maskine (f.eks. en normal computer) kan udføre.
En funktionel-komplet komputationel gruppe er nødvendigvis ikke Turing-komplet.
| Programmering | Spire Denne artikel om datalogi eller et datalogi-relateret emne er en spire som bør udbygges. Du er velkommen til at hjælpe Wikipedia ved at udvide den. |